# Ernst Thälmann – Sohn seiner Klasse
Pour plus de détails, voir Fiche technique et Distribution.
Ernst Thälmann – Sohn seiner Klasse (« Ernst Thälmann, fils de sa classe » en français) est un film allemand de 1954 réalisé par Kurt Maetzig et produit par la DEFA de République démocratique allemande.
Ce film de propagande est-allemand retrace la vie d'Ernst Thälmann, homme politique communiste allemand. Il s'agit d'une première partie s'intéressant à la période comprise entre 1918 et 1930. La seconde partie, Ernst Thälmann – Führer seiner Klasse, de 1930 à 1944, sort l'année suivante.

## Synopsis
Dans les premiers jours de novembre 1918, le jeune Thälmann, soldat sur le front de l'Ouest, entend parler de l'insurrection qui a lieu à Kiel. Il déserte pour aider ses camarades à Hambourg. Alors que les sociaux-démocrates veulent étouffer la révolution et diviser la classe ouvrière, il tente d'unir les travailleurs. La souffrance des petites gens grandit. Par ailleurs, la police empêche le débarquement de denrées alimentaires venant de Petrograd. Thälmann s'y oppose.
En octobre 1923, l'insurrection de Hambourg commence. August Thalheimer est rendu responsable de son échec, on l'appelle l'« agent américain ».

## Fiche technique
- Titre : Ernst Thälmann – Sohn seiner Klasse
- Réalisation : Kurt Maetzig assisté de Günter Reisch et de Konrad Wolf
- Scénario : Michael Tschesno-Hell (de), Willi Bredel
- Musique : Wilhelm Neef (de)
- Direction artistique : Otto Erdmann, Willy Schiller (de)
- Costumes : Gerhard Kaddatz, Walter Schulze-Mittendorff
- Photographie : Karl Plintzner
- Son : Erich Schmidt
- Montage : Lena Neumann (de)
- Production : Adolf Fischer
- Sociétés de production : DEFA
- Société de distribution : Progress Film-Verleih (de)
- Pays de production :  Allemagne de l'Est
- Langue : allemand
- Format : Couleurs - 1,33:1 - Mono - 35 mm
- Genre : biographie, Histoire
- Durée : 124 minutes
- Dates de sortie :
  - Allemagne de l'Est : 12 mars 1954.

## Distribution
- Günther Simon : Ernst Thälmann
- Hans-Peter Minetti : Fiete Jansen
- Erich Franz (de) : Arthur Vierbreiter
- Erika Dunkelmann (de) : Martha Vierbreiter
- Raimund Schelcher : Krischan Daik
- Karla Runkehl (de) : Änne Harms
- Gerhard Bienert : Otto Kramer
- Robert Trösch : Kuddel Riemöller
- Wolf Kaiser : Major Zinker
- Werner Peters : Capitaine Quadde
- Johannes Arpe (de) : Commissaire Höhn
- Martin Flörchinger (de) : Karl Liebknecht
- Judith Harms : Rosa Luxemburg
- Steffie Spira (de) : Clara Zetkin
- Peter Schorn : Vladimir Ilitch Lénine
- Hans Flössel (de) : Philipp Scheidemann
- Gerd Jaeger : Joseph Staline
- Rudolf Klix (de) : Willbrandt
- Frithjof Rüde (de) : Général Vogt

## Histoire
Le film est produit sous la pression du SED. Ainsi, Walter Ulbricht tient ce discours devant les artistes : « La DEFA devrait faire des films sur la lutte pour l'édification des bases du socialisme... et en produire plus encore qui dépeignent des personnalités marquantes de l'histoire de notre peuple ». Le secrétaire général du comité central intervient personnellement dans le scénario et estime que le film transmet « une image vivante du rôle d'Ernst Thälmann ».
Le film est parfois considéré comme l'un des principaux films de propagande de la RDA.
Après 1961, le film est remanié pour éliminer la scène avec Staline.

## Récompenses
- Prix national de la République démocratique allemande 1954 : Kurt Maetzig (réalisation), Michael Tschesno-Hell (de), Willi Bredel (scénario), Karl Plintzner (photographie), Günther Simon (acteur).
- Festival international du film de Karlovy Vary 1954 : Prix de la Paix.

## Source de traduction
- (de) Cet article est partiellement ou en totalité issu de l’article de Wikipédia en allemand intitulé « Ernst Thälmann – Sohn seiner Klasse » (voir la liste des auteurs).